# Leptotyphlops emini
Leptotyphlops emini är en kräldjursart som beskrevs av  George Albert Boulenger 1890. Leptotyphlops emini ingår i släktet Leptotyphlops och familjen Leptotyphlopidae. Inga underarter finns listade i Catalogue of Life.
Arten förekommer i östra Afrika från södra Sudan till norra Zambia.